# Mike Makin
Mike Makin, wł. Michael Robert Makin (ur. 1 marca 1962) – brytyjski lekkoatleta specjalista trójskoku, wicemistrz igrzysk Wspólnoty Narodów.

## Kariera sportowa
Na igrzyskach Wspólnoty Narodów reprezentował Anglię, a na pozostałych dużych imprezach międzynarodowych Wielką Brytanię.
Zdobył brązowy w trójskoku na mistrzostwach Europy juniorów w 1981 w Utrechcie.
Zdobył srebrny medal na igrzyskach Wspólnoty Narodów w 1986 w Edynburgu, przegrywając jedynie ze swym kolegą z reprezentacji Anglii Johnem Herbertem, a wyprzedzając  Petera Beamesa z Australii. Zajął 10. miejsce na mistrzostwach Europy w 1986 w Stuttgarcie.
Makin był brązowym medalistą mistrzostw Wielkiej Brytanii (AAA) w trójskoku w 1986 i 1988, a w hali był brązowym medalistą w 1988. Był również wicemistrzem UK Championships w trójskoku w 1986.

## Rekordy życiowe
Rekordy życiowe Makina:
- trójskok – 16,87 m (2 sierpnia 1986, Edynburg)